# Großer Preis von Kanada 1978
Der Große Preis von Kanada 1978 (offiziell XVII Grand Prix du Canada) fand am 8. Oktober auf dem Circuit Île Notre-Dame in Montreal statt und war das 16. und letzte Rennen der Automobil-Weltmeisterschaft 1978.

## Berichte

### Hintergrund
Da der Mosport International Raceway, auf dem der Kanadische Grand Prix in den Jahren zuvor stattgefunden hatte, nicht mehr den damals aktuellen Sicherheitsanforderungen entsprach, entschlossen sich die Veranstalter, das Rennen ab 1978 auf dem Circuit Île Notre-Dame in Montreal auszutragen. Dieser war nach den Olympischen Spielen 1976 auf einer künstlichen Insel im Sankt-Lorenz-Strom, die Teil des Geländes der Expo 67 war, angelegt worden.
Nelson Piquet, der bereits einen Brabham-Werksfahrervertrag für die Saison 1979 unterschrieben hatte, durfte als Gaststarter einen dritten Wagen für sein neues Team pilotieren. Dies war bereits für das Wochenende zuvor beim Großen Preis der USA Ost geplant gewesen, konnte jedoch in der Kürze der Zeit nicht umgesetzt werden.
Das Team Ensign Racing absolvierte das letzte Saisonrennen mit nur einem Fahrzeug für Derek Daly. Riccardo Patrese, dessen Teilnahme am US-Grand-Prix aufgrund seiner angeblichen Schuld am Massenunfall beim Großen Preis von Italien verweigert worden war, kehrte hingegen ins Teilnehmerfeld zurück.
Niki Lauda und Carlos Reutemann bestritten jeweils ihren 100. Grand Prix.

### Training
Aufgrund der relativ engen Strecke wurde die Anzahl der Starter fürs Rennen auf 22 Piloten begrenzt. Trotz 28 anwesender Kandidaten gab es jedoch keine Vorqualifikation.
Das Training fand teilweise bei feuchten Bedingungen statt.
Jean-Pierre Jarier erreichte die insgesamt dritte und letzte Pole-Position seiner Formel-1-Karriere knapp mit einer um lediglich rund eine Hundertstelsekunde schnelleren Rundenzeit als Jody Scheckter. Der Lokalmatador Gilles Villeneuve belegte zusammen mit John Watson die zweite Startreihe vor Alan Jones und Emerson Fittipaldi. Lauda und Hans-Joachim Stuck bildeten die vierte Reihe.

### Rennen
Am Renntag herrschte kühles, aber trockenes Wetter. Jarier ging von der Pole aus vor Scheckter, Jones und Villeneuve in Führung. Während der ersten Runde kam Scheckter in einer Kurve kurz von der Ideallinie ab, wodurch Jones innen hindurch auf den zweiten Rang gelangte. Weiter hinten im Feld drehte sich Stuck und kollidierte dabei mit Fittipaldi. Jacques Laffite, der den beiden schlagartig ausweichen musste, fiel bis ans Ende des Feldes zurück. Fittipaldi konnte das Rennen aufgrund zu starker Beschädigungen an seinem Wagen nicht fortsetzen. Stuck steuerte zwar noch die Box an, musste dort jedoch ebenfalls aufgeben.
Im Duell um den fünften Rang kollidierten Mario Andretti und Watson in der sechsten Runde. Sie fielen dadurch auf die Plätze 17 und 18 zurück. Den fünften Rang nahm daraufhin Patrick Depailler ein. Als dieser kurz darauf zu einem Reifenwechsel an die Box musste, übernahm Reutemann den fünften Platz vor Daly.
Als Jones ab der 18. Runde aufgrund eines Reifenproblems zurückfiel, gelangte Villeneuve an ihm sowie an Scheckter vorbei auf den zweiten Rang. Er hatte keine reelle Chance, unter normalen Umständen den mit über 30 Sekunden Vorsprung führenden Jarier einzuholen. Doch dieser musste in der 50. Runde aufgrund eines Bremsdefekts die Box ansteuern und das Rennen aufgeben. Dadurch konnte Villeneuve seinen ersten Grand-Prix-Sieg ausgerechnet vor heimischer Kulisse feiern. Hinter Reutemann, Scheckter, Patrese und Depailler sicherte sich Daly als Sechster den ersten WM-Punkt seiner Formel-1-Karriere.

## Meldeliste
| Team                            | Nr. | Fahrer                | Chassis        | Motor                     | Reifen |
| ------------------------------- | --- | --------------------- | -------------- | ------------------------- | ------ |
| Parmalat Racing Team            | 01  | Niki Lauda            | Brabham BT46   | Alfa Romeo 115-12 3.0 F12 | G      |
| Parmalat Racing Team            | 02  | John Watson           | Brabham BT46   | Alfa Romeo 115-12 3.0 F12 | G      |
| Parmalat Racing Team            | 66  | Nelson Piquet         | Brabham BT46   | Alfa Romeo 115-12 3.0 F12 | G      |
| Elf Team Tyrrell                | 03  | Didier Pironi         | Tyrrell 008    | Ford Cosworth DFV 3.0 V8  | G      |
| Elf Team Tyrrell                | 04  | Patrick Depailler     | Tyrrell 008    | Ford Cosworth DFV 3.0 V8  | G      |
| John Player Team Lotus          | 05  | Mario Andretti        | Lotus 79       | Ford Cosworth DFV 3.0 V8  | G      |
| John Player Team Lotus          | 55  | Jean-Pierre Jarier    | Lotus 79       | Ford Cosworth DFV 3.0 V8  | G      |
| Löwenbräu Team McLaren          | 07  | James Hunt            | McLaren M26    | Ford Cosworth DFV 3.0 V8  | G      |
| Löwenbräu Team McLaren          | 08  | Patrick Tambay        | McLaren M26    | Ford Cosworth DFV 3.0 V8  | G      |
| F&S Properties/ATS Racing Team  | 09  | Michael Bleekemolen   | ATS HS1        | Ford Cosworth DFV 3.0 V8  | G      |
| ATS Racing Team                 | 10  | Keke Rosberg          | ATS D1         | Ford Cosworth DFV 3.0 V8  | G      |
| Scuderia Ferrari SpA SEFAC      | 11  | Carlos Reutemann      | Ferrari 312T3  | Ferrari 015 3.0 F12       | M      |
| Scuderia Ferrari SpA SEFAC      | 12  | Gilles Villeneuve     | Ferrari 312T3  | Ferrari 015 3.0 F12       | M      |
| Fittipaldi Automotive           | 14  | Emerson Fittipaldi    | Fittipaldi F5A | Ford Cosworth DFV 3.0 V8  | G      |
| Équipe Renault Elf              | 15  | Jean-Pierre Jabouille | Renault RS01   | Renault EF1 1.5 V6t       | M      |
| Shadow Racing Team              | 16  | Hans-Joachim Stuck    | Shadow DN9     | Ford Cosworth DFV 3.0 V8  | G      |
| Shadow Racing Team              | 17  | Clay Regazzoni        | Shadow DN9     | Ford Cosworth DFV 3.0 V8  | G      |
| Team Surtees                    | 18  | René Arnoux           | Surtees TS20   | Ford Cosworth DFV 3.0 V8  | G      |
| Team Surtees                    | 19  | Beppe Gabbiani        | Surtees TS20   | Ford Cosworth DFV 3.0 V8  | G      |
| Walter Wolf Racing              | 20  | Jody Scheckter        | Wolf WR6       | Ford Cosworth DFV 3.0 V8  | G      |
| Walter Wolf Racing              | 21  | Bobby Rahal           | Wolf WR1       | Ford Cosworth DFV 3.0 V8  | G      |
| Team Tissot Ensign              | 22  | Derek Daly            | Ensign N177    | Ford Cosworth DFV 3.0 V8  | G      |
| Team Rebaque                    | 25  | Héctor Rebaque        | Lotus 78       | Ford Cosworth DFV 3.0 V8  | G      |
| Ligier Gitanes                  | 26  | Jacques Laffite       | Ligier JS9     | Matra MS78 3.0 V12        | G      |
| Williams Grand Prix Engineering | 27  | Alan Jones            | Williams FW06  | Ford Cosworth DFV 3.0 V8  | G      |
| Arrows Racing Team              | 35  | Riccardo Patrese      | Arrows A1      | Ford Cosworth DFV 3.0 V8  | G      |
| Arrows Racing Team              | 36  | Rolf Stommelen        | Arrows A1      | Ford Cosworth DFV 3.0 V8  | G      |
| Team Merzario                   | 37  | Arturo Merzario       | Merzario A1    | Ford Cosworth DFV 3.0 V8  | G      |

## Klassifikationen

### Startaufstellung
| Pos. | Fahrer                | Konstrukteur       | Zeit     | Ø-Geschwindigkeit | Start |
| ---- | --------------------- | ------------------ | -------- | ----------------- | ----- |
| 01   | Jean-Pierre Jarier    | Lotus-Ford         | 1:38,015 | 165,281 km/h      | 01    |
| 02   | Jody Scheckter        | Wolf-Ford          | 1:38,026 | 165,262 km/h      | 02    |
| 03   | Gilles Villeneuve     | Ferrari            | 1:38,230 | 164,919 km/h      | 03    |
| 04   | John Watson           | Brabham-Alfa Romeo | 1:38,417 | 164,606 km/h      | 04    |
| 05   | Alan Jones            | Williams-Ford      | 1:38,861 | 163,866 km/h      | 05    |
| 06   | Emerson Fittipaldi    | Fittipaldi-Ford    | 1:38,930 | 163,752 km/h      | 06    |
| 07   | Niki Lauda            | Brabham-Alfa Romeo | 1:39,020 | 163,603 km/h      | 07    |
| 08   | Hans-Joachim Stuck    | Shadow-Ford        | 1:39,081 | 163,503 km/h      | 08    |
| 09   | Mario Andretti        | Lotus-Ford         | 1:39,236 | 163,247 km/h      | 09    |
| 10   | Jacques Laffite       | Ligier-Matra       | 1:39,381 | 163,009 km/h      | 10    |
| 11   | Carlos Reutemann      | Ferrari            | 1:39,455 | 162,888 km/h      | 11    |
| 12   | Riccardo Patrese      | Arrows-Ford        | 1:39,491 | 162,829 km/h      | 12    |
| 13   | Patrick Depailler     | Tyrrell-Ford       | 1:39,619 | 162,620 km/h      | 13    |
| 14   | Nelson Piquet         | Brabham-Alfa Romeo | 1:39,624 | 162,611 km/h      | 14    |
| 15   | Derek Daly            | Ensign-Ford        | 1:40,042 | 161,932 km/h      | 15    |
| 16   | René Arnoux           | Surtees-Ford       | 1:40,515 | 161,170 km/h      | 16    |
| 17   | Patrick Tambay        | McLaren-Ford       | 1:40,669 | 160,923 km/h      | 17    |
| 18   | Didier Pironi         | Tyrrell-Ford       | 1:40,959 | 160,461 km/h      | 18    |
| 19   | James Hunt            | McLaren-Ford       | 1:40,970 | 160,444 km/h      | 19    |
| 20   | Bobby Rahal           | Wolf-Ford          | 1:40,983 | 160,423 km/h      | 20    |
| 21   | Keke Rosberg          | ATS-Ford           | 1:41,611 | 159,432 km/h      | 21    |
| 22   | Jean-Pierre Jabouille | Renault            | 1:41,689 | 159,309 km/h      | 22    |
| DNQ  | Clay Regazzoni        | Shadow-Ford        | 1:41,739 | 159,231 km/h      | –     |
| DNQ  | Beppe Gabbiani        | Surtees-Ford       | 1:41,799 | 159,137 km/h      | –     |
| DNQ  | Arturo Merzario       | Merzario-Ford      | 1:41,962 | 158,883 km/h      | –     |
| DNQ  | Héctor Rebaque        | Lotus-Ford         | 1:42,413 | 158,183 km/h      | –     |
| DNQ  | Rolf Stommelen        | Arrows-Ford        | 1:43,267 | 156,875 km/h      | –     |
| DNQ  | Michael Bleekemolen   | ATS-Ford           | 1:45,553 | 153,477 km/h      | –     |

### Rennen
| Pos. | Fahrer                | Konstrukteur       | Runden | Stopps | Zeit        | Start | Schnellste Runde |
| ---- | --------------------- | ------------------ | ------ | ------ | ----------- | ----- | ---------------- |
| 01   | Gilles Villeneuve     | Ferrari            | 70     | 0      | 1:57:49,196 | 03    | 1:38,407         |
| 02   | Jody Scheckter        | Wolf-Ford          | 70     | 0      | + 13,372    | 02    | 1:39,858         |
| 03   | Carlos Reutemann      | Ferrari            | 70     | 0      | + 19,408    | 11    | 1:39,251         |
| 04   | Riccardo Patrese      | Arrows-Ford        | 70     | 0      | + 24,667    | 12    | 1:38,913         |
| 05   | Patrick Depailler     | Tyrrell-Ford       | 70     | 1      | + 28,558    | 13    | 1:38,713         |
| 06   | Derek Daly            | Ensign-Ford        | 70     | 0      | + 54,476    | 15    | 1:39,426         |
| 07   | Didier Pironi         | Tyrrell-Ford       | 70     | 0      | + 1:21,250  | 18    | 1:39,102         |
| 08   | Patrick Tambay        | McLaren-Ford       | 70     | 0      | + 1:26,560  | 17    | 1:39,605         |
| 09   | Alan Jones            | Williams-Ford      | 70     | 1      | + 1:28,942  | 05    | 1:38,072 (70.)   |
| 10   | Mario Andretti        | Lotus-Ford         | 69     | 0      | + 1 Runde   | 09    | 1:39,560         |
| 11   | Nelson Piquet         | Brabham-Alfa Romeo | 69     | 0      | + 1 Runde   | 14    | 1:39,575         |
| 12   | Jean-Pierre Jabouille | Renault            | 65     | 0      | + 5 Runden  | 22    | 1:40,629         |
| –    | Keke Rosberg          | ATS-Ford           | 58     | 1      | NC          | 21    | 1:38,780         |
| –    | Jacques Laffite       | Ligier-Matra       | 52     | 0      | DNF         | 10    | 1:39,242         |
| –    | James Hunt            | McLaren-Ford       | 51     | 0      | DNF         | 19    | 1:40,617         |
| –    | Jean-Pierre Jarier    | Lotus-Ford         | 49     | 0      | DNF         | 01    | 1:38,743         |
| –    | René Arnoux           | Surtees-Ford       | 37     | 0      | DNF         | 16    | 1:40,087         |
| –    | Bobby Rahal           | Wolf-Ford          | 16     | 0      | DNF         | 20    | 1:41,552         |
| –    | John Watson           | Brabham-Alfa Romeo | 8      | 0      | DNF         | 04    | 1:42,532         |
| –    | Niki Lauda            | Brabham-Alfa Romeo | 5      | 0      | DNF         | 07    | 1:42,483         |
| –    | Hans-Joachim Stuck    | Shadow-Ford        | 1      | 0      | DNF         | 08    | 2:44,745         |
| –    | Emerson Fittipaldi    | Fittipaldi-Ford    | 0      | 0      | DNF         | 06    | –                |

## WM-Stände nach dem Rennen
Die ersten sechs des Rennens bekamen 9, 6, 4, 3, 2 bzw. 1 Punkt(e). Es zählten nur die besten sieben Ergebnisse aus den ersten acht Rennen und die besten sieben Ergebnisse aus den letzten acht Rennen. In der Konstrukteurswertung zählte nur das Ergebnis des bestplatzierten Fahrers eines Teams.

### Fahrerwertung
| Pos. | Fahrer                | Konstrukteur       | Punkte |
| ---- | --------------------- | ------------------ | ------ |
| 01   | Mario Andretti        | Lotus-Ford         | 64     |
| 02   | Ronnie Peterson †     | Lotus-Ford         | 51     |
| 03   | Carlos Reutemann      | Ferrari            | 48     |
| 04   | Niki Lauda            | Brabham-Alfa Romeo | 44     |
| 05   | Patrick Depailler     | Tyrrell-Ford       | 34     |
| 06   | John Watson           | Brabham-Alfa Romeo | 25     |
| 07   | Jody Scheckter        | Wolf-Ford          | 24     |
| 08   | Jacques Laffite       | Ligier-Matra       | 19     |
| 09   | Gilles Villeneuve     | Ferrari            | 17     |
| 10   | Emerson Fittipaldi    | Fittipaldi-Ford    | 17     |
| 11   | Alan Jones            | Williams-Ford      | 11     |
| 12   | Riccardo Patrese      | Arrows-Ford        | 11     |
| 13   | James Hunt            | McLaren-Ford       | 8      |
| 14   | Patrick Tambay        | McLaren-Ford       | 8      |
| 15   | Didier Pironi         | Tyrrell-Ford       | 7      |
| 16   | Clay Regazzoni        | Shadow-Ford        | 4      |
| 17   | Jean-Pierre Jabouille | Renault            | 3      |
| 18   | Hans-Joachim Stuck    | Shadow-Ford        | 2      |
| 19   | Vittorio Brambilla    | Surtees-Ford       | 1      |

| Pos. | Fahrer              | Konstrukteur                         | Punkte |
| ---- | ------------------- | ------------------------------------ | ------ |
| 20   | Derek Daly          | Ensign-Ford                          | 1      |
| 21   | Héctor Rebaque      | Lotus-Ford                           | 1      |
| 22   | Brett Lunger        | McLaren-Ford / Ensign-Ford           | 0      |
| 23   | Bruno Giacomelli    | McLaren-Ford                         | 0      |
| 24   | Jochen Mass         | ATS-Ford                             | 0      |
| 25   | Jean-Pierre Jarier  | ATS-Ford / Lotus-Ford                | 0      |
| 26   | René Arnoux         | Martini-Ford / Surtees-Ford          | 0      |
| 27   | Rolf Stommelen      | Arrows-Ford / Ensign-Ford            | 0      |
| 28   | Nelson Piquet       | Ensign-Ford / McLaren-Ford           | 0      |
| 29   | Keke Rosberg        | Theodore-Ford / ATS-Ford / Wolf-Ford | 0      |
| 30   | Rupert Keegan       | Surtees-Ford                         | 0      |
| 31   | Harald Ertl         | Ensign-Ford                          | 0      |
| 32   | Jacky Ickx          | Ensign-Ford                          | 0      |
| 33   | Bobby Rahal         | Wolf-Ford                            | 0      |
| –    | Arturo Merzario     | Merzario-Ford                        | 0      |
| –    | Danny Ongais        | Ensign-Ford                          | 0      |
| –    | Lamberto Leoni      | Ensign-Ford                          | 0      |
| –    | Eddie Cheever       | Hesketh-Ford                         | 0      |
| –    | Michael Bleekemolen | ATS-Ford                             | 0      |

### Konstrukteurswertung
| Pos. | Konstrukteur       | Punkte |
| ---- | ------------------ | ------ |
| 01   | Lotus-Ford         | 86     |
| 02   | Ferrari            | 58     |
| 03   | Brabham-Alfa Romeo | 53     |
| 04   | Tyrrell-Ford       | 38     |
| 05   | Wolf-Ford          | 24     |
| 06   | Ligier-Matra       | 19     |
| 07   | Fittipaldi-Ford    | 17     |
| 08   | McLaren-Ford       | 15     |
| 09   | Williams-Ford      | 11     |
| 10   | Arrows-Ford        | 11     |

| Pos. | Konstrukteur  | Punkte |
| ---- | ------------- | ------ |
| 11   | Shadow-Ford   | 6      |
| 12   | Renault       | 3      |
| 13   | Surtees-Ford  | 1      |
| 14   | Ensign-Ford   | 1      |
| 15   | ATS-Ford      | 0      |
| 16   | Martini-Ford  | 0      |
| 17   | Theodore-Ford | 0      |
| –    | Merzario-Ford | 0      |
| –    | Hesketh-Ford  | 0      |